# Dexter Blackstock
Dexter Anthony Titus Blackstock (ur. 20 maja 1986 w Oksfordzie) – antiguańsko-barbudzki piłkarz angielskiego pochodzenia występujący na pozycji napastnika w angielskim klubie Rotherham United oraz w reprezentacji Antigui i Barbudy. Wychowanek Oxford United, w swojej karierze grał także w takich zespołach, jak Southampton, Plymouth Argyle, Derby County, Queens Park Rangers, Nottingham Forest oraz Leeds United.